# Cryptoripersia leucocystis
Cryptoripersia leucocystis är en insektsart som beskrevs av Bueker 1931. Cryptoripersia leucocystis ingår i släktet Cryptoripersia och familjen ullsköldlöss. Inga underarter finns listade i Catalogue of Life.